# 180
El 180 (CLXXX) fou un any de traspàs començat en divendres del calendari julià del calendari julià.

## Necrològiques
Països Catalans
Resta del món
- 17 de març - Marc Aureli, emperador romà.[1]